# Иракски баблер
Иракски баблер (Turdoides altirostris) е вид птица от семейство Leiothrichidae.

## Разпространение
Видът е разпространен в Иран, Ирак и Сирия.